# Август Марцінкевич
Август Марцінкевич (пол. August Marcinkiewicz; 18 жовтня 1888, Штайр — 1949) — австро-угорський, австрійський і німецький офіцер польського походження, генерал-майор вермахту (1 грудня 1941).

## Біографія
18 серпня 1907 року вступив в австро-угорську армію. Учасник Першої світової війни, після завершення якої продовжив службу в австрійській армії. Після аншлюсу 15 березня 1938 року автоматично перейшов у вермахт. З 1 серпня 1938 року — офіцер інженерних військ в штабу 18-го армійського корпусу. З 20 вересня 1940 року — начальник штабу фортечних інженерних частин 1. З 5 листопада 1941 року — командир фортечних інженерних частин 1, з 12 грудня 1941 року — 25. З 15 травня 1943 року — командир старшого будівельного штабу 14. 13 вересня 1944 року відправлений в резерв ОКГ і відряджений в училище інженерних частин в Берліні для особливих доручень. З 1 жовтня 1944 року — вищий керівник інженерних частин для особливих доручень 111. З 5 січня 1945 року — командир фортечних інженерних частин 14.

## Звання
- Кадет-заступник офіцера (18 серпня 1907)
- Лейтенант (1 травня 1910)
- Оберлейтенант (9 серпня 1914)
- Гауптман (1 травня 1916)
- Титулярний майор (7 липня 1921)
- Штабс-гауптман (19 лютого 1923)
- Майор (16 квітня 1925)
- Оберстлейтенант (1 серпня 1938)
- Оберст (1 лютого 1939)
- Генерал-майор (1 грудня 1941)

## Нагороди
- Ювілейний хрест
- Медаль «За військові заслуги» (Австро-Угорщина)
  - бронзова
  - бронзова з мечами
  - срібна з мечами
- Хрест «За військові заслуги» (Австро-Угорщина) 3-го класу з військовою відзнакою і мечами
- Орден Залізної Корони 3-го класу з військовою відзнакою і мечами — нагороджений двічі.
- Військовий Хрест Карла
- Загальний і особливий хрест «За відвагу» (Каринтія)
- Почесний знак «За заслуги перед Австрійською Республікою», золотий знак
- Пам'ятна військова медаль (Австрія) з мечами
- Хрест «За вислугу років» (Австрія) 2-го класу для офіцерів (25 років)
- Почесний хрест ветерана війни з мечами
- Медаль «За вислугу років у Вермахті» 4-го, 3-го, 2-го і 1-го класу (25 років)
- Хрест Воєнних заслуг
  - 2-го класу з мечами (5 листопада 1941)
  - 1-го класу з мечами (1 вересня 1942)
- Залізний хрест
  - 2-го класу
  - 1-го класу (7 червня 1944)